# Skårupgård (Todbjerg Sogn)
 For alternative betydninger, se Skårupgård. (Se også artikler, som begynder med Skårupgård)
Skårupgård Gods (Skaarupgaard Gods) er en herregård i Aarhus Kommune, beliggende i Todbjerg Sogn, Øster Lisbjerg Herred, i det tidligere Randers Amt. 
Skaarupgaard Gods har traditioner og aner helt tilbage fra middelalderen. Fra begyndelsen af 1500 tallet og frem til 1661 tilhørte stedet kronen, og det har således hørt under en række fremtrædende danske konger, bl.a. Kong Christian IV. Kong Frederik III overdrog i 1654 Skaarupgaard til rigsråd Gunde Rosenkrantz. Syv år senere lykkedes det Gunde Rosenkrantz at få gjort Skaarupgaard til en herregård, som var fri og uafhængig af kronen. 
Den nuværende hovedbygning er opført fra 1770 til 1774 under justitsråd Peder Nicolaj Secher, og siden da har skiftende ejere sat deres præg på stedet. 
Den 12. september 1986 brændte alle avlsbygninger på Skaarupgaard. Heldigvis lykkedes det at redde den gamle bindingsværksbygning, og hverken dyr eller mennesker kom til skade under den omfattende brand. Ved genopbygningen af gården tilføjede den daværende ejer, Ole Christiansen, et nyt og markant vartegn i form af et 17 meter højt tårn til hovedbygningen. Inspireret af det forestående 400 års jubilæum for Kong Christian IV’s tronbestigelse i 1588, blev tårnet opført som en hilsen til den byggeivrige konge. 
I dag drives Skaarupgaard Gods af Søren Wümpelmann Juhl og hans hustru Rikke Wümpelmann Juhl. Til Skaarupgaard Gods hører et samlet jordareal på ca. 560 hektar, inklusiv tilhørende landbrugsejendomme.

## Ejere af Skårupgård Gods (Skaarupgaard Gods)
- (1522-1654) Kronen
- (1654-1662) Gunde Rosenkrantz
- (1662-1665) Henrik Thott
- (1665) Gunde Rosenkrantz
- (1665-1670) Anne Laurence de la Ford gift Brockmand
- (1670-1677) Hans Hansen Brockmand
- (1677) Jens Lassen / Dines Pedersen Winds
- (1677-1678) Jens Lassen / Hans Arenfeldt
- (1678) Enevold Hansen Brockmand
- (1678-1686) Jesper Nielsen Hutfeld
- (1686-1706) Thyger Jespersen Kramer
- (1706-1709) Anna Mikkelsdatter gift Kramer
- (1709-1728) Ole Krabbe
- (1728-1733) Ida Sophie Gjedde gift Krabbe
- (1733-1759) Ole Olesen
- (1759-1768) Edel Nielsdatter Secher gift Olesen
- (1768-1769) Edel Nielsdatter Sechers dødsbo
- (1769-1803) Peder Nicolaj Secher
- (1803-1823) Niels Jørgen Pedersen Secher
- (1823-1838) Den Danske Stat
- (1838-1847) N. Nyholm
- (1847-1848) Christian Frederik J. Risom
- (1848-1855) Andrea Nicolie Stillmann gift (1) Risom (2) Glæsel
- (1855-1877) F.E. Glæsel
- (1877-1887) Andrea Nicolie Stillmann gift (1) Risom (2) Glæsel
- (1887-1897) A.C.P. Jessen
- (1897-1919) Hans E.E. Jessen
- (1919-1946) Mathias Sørensen
- (1946-1975 J.C. Priergaard Petersen
- (1975-1993) Ole Christiansen
- (1993-2013) Rasmus Juhl Rasmussen
- (2014-) Søren Wümpelmann Juhl

56°15′4″N 10°12′53″Ø / 56.25111°N 10.21472°Ø